# كليفتون غيذرز
كليفتون غيذرز (بالإنجليزية: Clifton Geathers)‏ هو لاعب كرة قدم أمريكية أمريكي، ولد في 11 ديسمبر 1987 في جورجتاون في الولايات المتحدة.

## وصلات خارجية
- كليفتون غيذرز على موقع مرجع كرة القدم المحترفة.كوم (الإنجليزية)